# Three Rivers Academy
Le Three Rivers Academy (Académie de Trois-Rivières) est une école primaire et secondaire publique de langue anglaise de la Commission scolaire Central Québec à Trois-Rivières, au Québec. Il a été créé[Quand ?] de la fusion du Saint Patrick's High School et du Three Rivers High School.

## Sports et traditions
L'Académie de Trois-Rivières possède des équipes d'athlétisme en basket-ball, flag football, ultimate frisbee et floorball.
Les événements annuels comprennent un festival de printemps et des festivités MC/MR[Quoi ?].

## Cursus
Le Three Rivers Academy offre un programme secondaire d'anglais conforme au programme éducatif québécois mettant l'accent sur l'informatique, les mathématiques et les sciences. L'école offre également un programme d'études sportives.